# Pompeius Lenaeus
Pompeius Lenaeus († nach 35 v. Chr.) war ein Freigelassener des Pompeius, der in Rom eine Schule leitete. Lenaeus übersetzte für seinen ehemaligen Herrn ein Werk des Königs Mithridates von Pontus (132–63 v. Chr.) über Gifte ins Lateinische. Nach Pompeius’ Tod wandte er sich gegen den Geschichtsschreiber Sallust (86–35 v. Chr.), der Pompeius seiner Meinung nach als schamlosen Heuchler darstellte. Über sein weiteres Leben ist nichts bekannt.